# Witte dood
Witte dood (Engels: Lethal White) is de vierde roman in de Cormoran Strike-serie, geschreven door J.K. Rowling en gepubliceerd onder het pseudoniem Robert Galbraith. De roman werd uitgebracht op 18 september 2018.

## Achtergrond
Witte dood wordt voorafgegaan door Koekoeksjong, Zijderups en Het slechte pad. Rowling kondigde de voltooiing van het manuscript aan op 23 maart 2018, na ongeveer twee jaar schrijven. Het boek werd uitgebracht op 18 september 2018. Witte dood volgt privédetective Cormoran Strike en zijn partner Robin Ellacott. Het verhaal begint met een proloog die onmiddellijk volgt na het einde van Het slechte pad, waarin de gebeurtenissen worden beschreven die plaatsvinden tijdens Robins huwelijksreceptie.

## Plot
Op het huwelijk van Robin Ellacott met Matthew Cunliffe is de gevangenneming van de Shacklewell Ripper door Cormoran Strike de avond ervoor algemeen bekend, behalve door Robin. Ze realiseert zich dat Matthew heimelijk het nummer van Strike op haar telefoon heeft geblokkeerd. Dit resulteert in ruzie tussen de nieuwe echtgenoten. Voordat Strike de bruiloft verlaat, accepteert Robin zijn aanbod om als bezoldigde partner bij het detectivebureau te gaan werken.